# Лумис, Джефф
Джеф Лумис (англ. Jeff Loomis; род. 14 сентября 1971 года) — американский рок-музыкант, гитарист-виртуоз. Один из основателей сиэтлской прог-метал группы Nevermore. Бывший участник шведской мелодик-дэт-метал-группы Arch Enemy. Большое влияние на формирование его стиля игры оказали такие гитаристы как Ингви Мальмстин, Тони Макалпин, Джейсон Беккер, Крис Поланд, Марти Фридман, Ричи Блэкмор и Тони Айомми.

## Биография
Начал играть с 9-10 лет, но серьёзно с 15. Будучи ещё подростком в Висконсине играл в кавер-группах и трёх дэт-метал группах. В 16 лет выиграл на конкурсе Guitar Wars в Висконсине.
В 1987 году на прослушивание в Megadeth пришёл шестнадцатилетний Джефф Лумис. После Дэйв Мастейн похвалил его за хороший навык игры, но отказал, так как Лумис был слишком молод. Позже он попал на концерт группы Cacophony, в которой играли Марти Фридмен и Джейсон Беккер, и рассказал Фридмену (который в тот момент выпустил свой первый сольный альбом Dragon’s Kiss) об этом случае. Фридмен пришёл на прослушивание. В феврале 1990 он официально присоединился к Megadeth. В 2005 Лумис разделил сцену с Megadeth в качестве лид-гитариста Nevermore во время мастейновского фестиваля Gigantour. По случайному совпадению бывший коллега Лумиса по группе Nevermore Крис Бродерик через 20 лет прослушивался и стал новым гитаристом Megadeth.
Новый альбом Plains of Oblivion вышел 10 апреля 2012 года.
18 ноября 2014 присоединился к Arch Enemy.

Майкл Эмотт (гитарист Arch Enemy):
«Джефф — гитарист со своим замечательным стилем, но если разобраться, это вовсе не стиль Arch Enemy. Джефф яркий гитарист. Честно говоря, я один из первых фанатов NEVERMORE, и гастролировал с этой группой до того, как NEVERMORE открыл массовый слушатель. Ко мне попали их демо записи до того, как они начали выпускать свои альбомы. Вот насколько сильно я был увлечен. Но Джефф со своим стилем сочинения. Он играет очень мрачную, и очень прогрессивную музыку, которая мне чертовски нравится, но ARCH ENEMY совершенно не подходит… по крайней мере, сейчас».
В конце 2023 года покинул группу Arch Enemy.

## Дискография

### Nevermore
- Nevermore (1995)
- In Memory (EP, 1996)
- The Politics of Ecstasy (1996)
- Dreaming Neon Black (1999)
- Dead Heart in a Dead World (2000)
- Enemies of Reality (2003, remixed in 2004)
- This Godless Endeavor (2005)
- The Year of the Voyager (2008)
- The Obsidian Conspiracy (2010)

### Arch Enemy
- Will to Power (2017)
- Deceivers (2022)

### Solo
- Zero Order Phase (2008)
- Plains of Oblivion (2012)
- Requiem For The Living (EP) (2013)

### Другое
- God Forbid — Gone Forever (2004)
- Pamela Moore — Stories from a Blue Room (2006)
- Annihilator — Metal (2007)
- Warrel Dane — Praises to the War Machine (2008)
- Marty Friedman — Future Addict (2008)
- Switchblade — Invictus Infinitum (2009)
- Tim «Ripper» Owens — Play My Game (2009)
- Periphery — Racecar (2010)
- Pale Gray Sky — Everything for Nothing (2010)
- Keith Merrow — Awaken The Stone King (2011)
- Stéphan Forté — The Shadows Compendium (2011)
- 7 Horns 7 Eyes — Throes of Absolution (2011)[6]
- Conquering Dystopia — Conquering Dystopia (2014)
- Rob Scallon – The Scene Is Dead (2017) (в качестве гостя)[7]

## DVD
- SUPER SHRED — Guitar World